# تصفح جوجل الآمن
تصفح جوجل الآمن هي خدمة يقدمها جوجل والتي توفر قائمة بعناوين مواقع الويب التي تتضمن برمجيات خبيثة أو محتوى تصيد. تستعمل متصفحات جوجل كروم وأبل سفاري وموزيلا فايرفوكس هذه الروابط المقدمة من خدمة تصفح جوجل الآمن لفحص الصفحات ضد التهديدات المحتملة. تقدم جوجل أيضا واجهة برمجة التطبيقات API لهذه الخدمة.
توفر جوجل كذلك معلومات لمزودي خدمة الإنترنت وذلك من خلال إرسال تنبيهات عبر البريد الإلكتروني لمنظمي الجهاز المستقل بخصوص التهديدات المستضافة على شبكاتهم.
حسب جوجل، ابتداءا من يونيو حزيران 2012، يستخدم 600 مليون مستعمل للإنترنت هذه الخدمة بشكل مباشر أو غير مباشر.

## الخصوصية
تحتفظ جوجل بواجهة برمجة تطبيقات API تسمى اطلاع التصفح الآمن ولها انعكاسات على الخصوصية: «الروابط المطلع عليها لا يتم اختصارها كي يتعرف الخادم على الروابط التي اطلع عليها مستخدمو الـ API.» بالمقابل تمتاز النسخة الثانية من API التصفح الآمن بأفضلية الخصوصية بحيث: «يتبادل مستخدمو API البيانات مع الخادم باستعمال روابط مختصرة كي لا يتعرف الخادم على الروابط الحقيقية التي طلبها الزبناء». تستعمل متصفحات فايرفوكس وسفاري النسخة الأخيرة. يحتفظ التصفح الآمن لزاما ملفات تعريف الارتباط على الحاسوب والتي يُزْعم أن وكالة الأمن القومي الأمريكي تستعملها لتعريف حواسيب الأفراد لدواعي الاستغلال.
تجري خدمة جوجل للتصفح الآمن فحصا من جانب الزبون. إذا بدا الموقع مشبوها، ترسل الخدمة عينة من مواد التصيد الموجودة في الصفحة لفائدة جوجل لسبر معلومات إضافية من خوادم جوجل فيما إذا كان يجب اعتبار الموقع خبيثا. يتم الاحتفاظ بالتسجيلات لأسبوعين، وتتضمن هذه التسجيلات عناوين الآي بي وكعكة أو أكثر. يتم الاستفادة من هذه البيانات عند ورود طلبات تصفح آمن أخرى من قبل نفس الأداة.